# Ferrari World Championship
Ferrari World Championship es un videojuego de carreras de 2008 desarrollado por Gameloft Brasil y publicado por Gameloft para BREW, DoJa y J2ME.

## Jugabilidad
En el Ferrari World Championship, los jugadores pueden competir como Kimi Räikkönen o Felipe Massa y ser parte de la legendaria Scuderia Ferrari en el juego móvil oficial del equipo F1 World Champion de 2007.
El juego incluye un modo World Championship con 9 carreras alrededor del mundo y 3 niveles de dificultad: controles simplificados para principiantes y realismo agregado para expertos. Con una física realista y toda la estrategia de una carrera de F1, el juego también presenta un minijuego de parada en boxes donde el jugador puede cambiar neumáticos y llenar más un taller para ajustar los parámetros del automóvil.
Por último, hay un modo clásico en el que puedes conducir el famoso Ferrari 500 F2 de 1951 y ser parte de la historia de Ferrari.